# 擂台之王
擂台之王（英語：King of the Ring）是世界摔角娛樂（WWE）曾經於1993年至2002年間舉辦過的付費收看（Pay-Per-View，簡稱為PPV）節目，通常為每年6月舉行。此賽事最大特色是，以一對一淘汰模式，產生出最終擂台霸主，被選入參賽的摔角手幾乎是當代頗受歡迎之人物。

## 歷史
1985年7月8日，世界摔角聯盟（WWF，世界摔角娛樂之前稱）首次展開了這項賽事，之後每年舉行一次，曾於1990年、1992年停辦，1993年起，正式成為每月付費收視的節目之一，與皇家大戰、摔角狂熱、夏日衝擊、強者生存並列為年度五大盛事，2002年舉行最後一屆即畫下句點，隔年6月的付費收看節目由WWE Raw主導的邪惡基因（Bad Blood）取代。
停辦此付費收看節目後，仍有非常態性的比賽，分別在2006年、2008年、2010年及2015年舉行了四次。

## 概述
廣義上而言，只要是世界摔角娛樂旗下摔角選手所舉行的淘汰資格賽，都被視做擂台之王大賽。
每屆都會由世界摔角娛樂官方指定選手出場，1993年之前為當日一次完成所有的賽程，1993年成為付費收看節目後，比賽方式有所修改，預賽在一般的節目中進行，最後的頭銜才會在擂台之王節目中決定。

## 歷屆頭銜

### 1985年至1991年
- 1985年：唐·姆拉可（Don Muraco）
- 1986年：哈利·瑞斯（Harley Race）
- 1987年：蘭迪·沙瓦吉（Randy Savage）
- 1988年：泰德·迪比亞西（Ted DiBiase）
- 1989年：提托·桑塔那（Tito Santana）
- 1991年：布雷特·哈特（Bret Hart）

### 1993年至2002年（PPV節目時代）
- 1993年：布雷特·哈特（Bret Hart）
- 1994年：歐文·哈特（Owen Hart）
- 1995年：Mabel
- 1996年：冷石·史蒂夫·奧斯汀
- 1997年：Triple H
- 1998年：肯·尚姆洛克（Ken Shamrock）
- 1999年：比利·剛恩（Billy Gunn）
- 2000年：寇特·安格（Kurt Angle）
- 2001年：Edge
- 2002年：布洛克·雷斯納（Brock Lesnar）

### 停辦之後
- 2006年：布克T（Booker T）*
- 2008年：威廉·瑞格（William Regal）
- 2010年：席莫斯（Sheamus）
- 2015年：韋德·貝瑞特（Wade Barrett）
- 2021年：中邑真輔（Shinsuke Nakamura）

^  注解*： - 由末日審判節目中決定